# Famille de Cazals
Cette page explique l’histoire ou répertorie les différents membres de la famille de Cazals.
La famille de Cazals ou Cazals est une famille du Rouergue du Moyen Âge dont la plupart des branches seraient actuellement éteintes[réf. nécessaire].

## Origine
Originaire de la province du Rouergue, son nom est signalé pour la première fois au XIIe siècle aux archives nationales comme étant originaire de Saint-Antonin-Noble-Val. Un siècle plus tard, la famille rejoint une branche cadette des vicomtes de Saint-Antonin, les Paris (ou Parisot, Famille de La Valette-Parisot) à Castelmary lors du mariage de l'héritière de la baronnie de Castelmary avec Grimal de Paris. La famille de Cazals demeure alors au mas de Cazals, actuellement sur la commune de Castelmary.

## Histoire
Les premiers Cazals connus sont originaires de Saint-Antonin-Noble-Val, dans l’actuel département de Tarn-et-Garonne .
Le premier membre de cette famille aurait suivi Izarn, vicomte de Saint-Antonin en croisade.
La généalogie suit de la façon suivante[réf. nécessaire] :

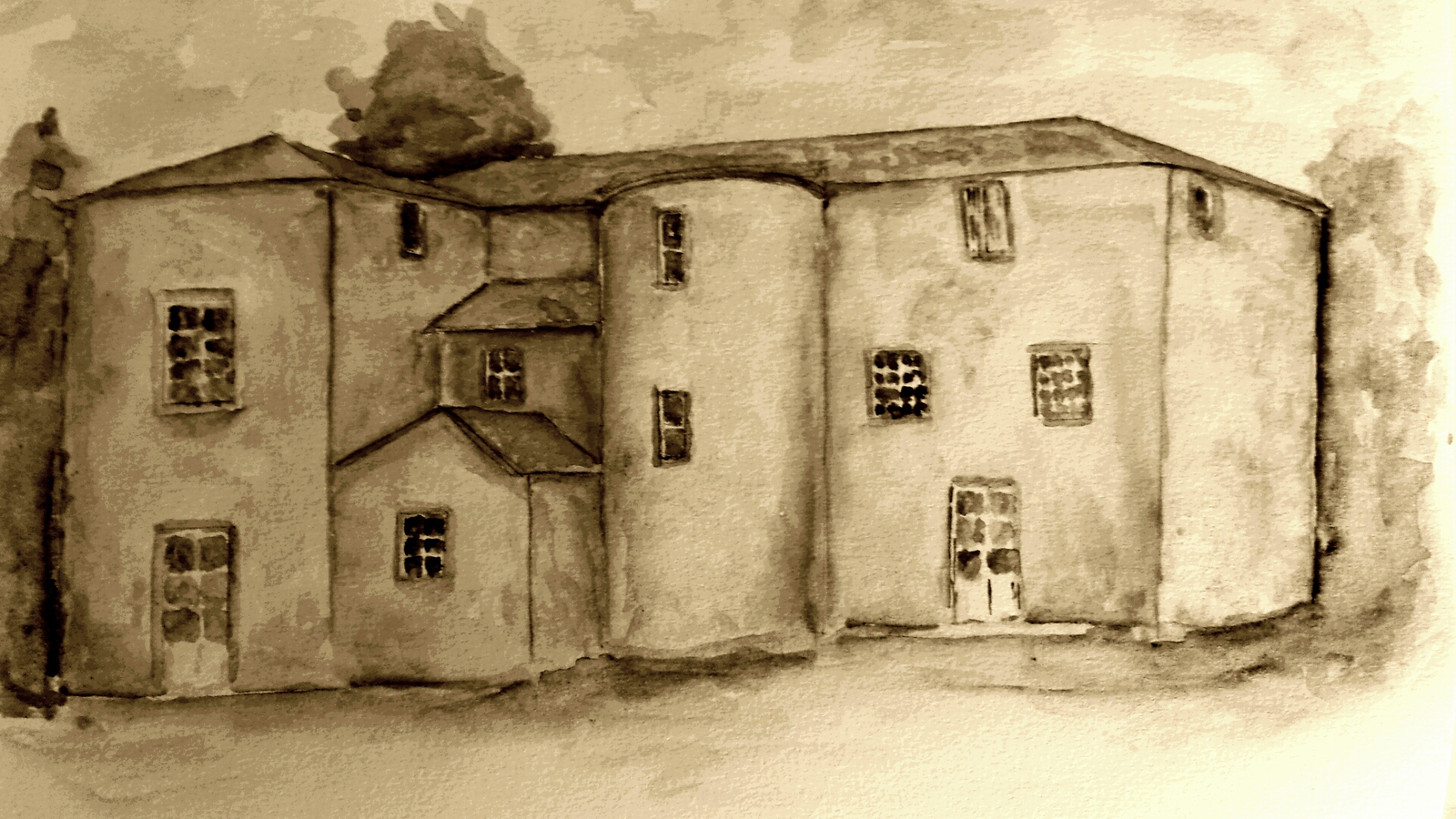
Château de Cazals (Tarn et Garonne) à proximité de Saint Antonin Noble Val

- Giraldus de Cazals, probablement le même cité à Padoue en 1134, à la Deuxième croisade en 1147-1149 ; fondateur de la bastide de Cazals dont la première mention remonte en 1251 [3], témoin du Temple à Vaour et de l’abbaye de Septfonds en 1161. Il eut cinq enfants [4]:
  - Pierre de Cazals, de Saint-Antonin, témoin à Paris pour la commanderie de Vaour en 1174.
  - Maffre de Cazals, et sa femme sont témoins de donations aux templiers de Vaour en 1174 et 1193 [5]
  - Archman ou Arcmantz de Cazals, vivant en 1183-1200, propriétaire en 1183 d’un moulin à Périllac avec Pierre del Broil ; témoin avec Guillaume de Cazals, ci-dessous, en 1184 et 1200 de donations aux templiers de Vaour faites par les Vassal.
  - Guillaume de Cazals, témoin avec son frère Arcmantz en 1184, chapelain du couvent Sainte-Marie de la Daurade à Cahors en 1213, hospitalier et bayle de l’hôpital des Portes Vermeilles à Saint-Antonin en 1216[5].
  - Une fille, épouse un d’Avellano, possessionné à Oursairolles, dont Aimeric d’Avellano, vivant en 1193.

À la suite du mariage vers 1220 de Grimal de Paris, issu des vicomtes de Saint Antonin  avec Auzilens de Castelmary, héritière de la baronnie de Castelmary , ou à la suite de la prise de Saint-Antonin-Noble-Val par Simon de Montfort le 6 mai 1212 , une branche Cazals s'est installée à Castelmary où le cartulaire de la baronnie mentionne :
- Peyre de Cazals était présent et signataire d'une charte pour la baronnie de Castelmary en 1339 [9]
- Peyronne Cazals et son frère Guillaume Cazals, du mas de Cazals, cités dans une quittance dotale le 17 décembre 1363 [10]
- Guillaume (de) Cazals, du mas de Cazals est cité le 7 février 1414 pour une reconnaissance [11]
- Antoine (de) Cazals, consul de la baronnie de Castelmary en 1518 et présent pour une reconnaissance de droits seigneuriaux [12]

Une autre banche semble s'être installée en Quercy :
- Guilhem Peire Cazals de Caortz, troubadour de la première moitié du XIIIe siècle, capitoul en 1219 et 1222 selon la liste des capitouls.
- Ranulfe de Cazals né vers 1240, dont 2 filles : Munde de Cazals née vers 1270 et Autie de Cazals née vers 1265 qui épousa Raymond 1er de Vassal, seigneur de Vaillac en Quercy, fils de Guillaume de Vassal

Une autre branche s'est détachée dans la région de Rignac  :
- Gausbert de Cazals damoiseau [14], est cité en 1266 comme bayle (bailli) de Morlhon puis quelques années après comme chevalier de Belcastel (miles de Bellocastro) dans une reconnaissance faite en faveur de Guillaume de Bournazel en 1294 [15]. Cette famille fait une donation à l'abbaye de Bonnecombe en 1301 [16].
  - Gaubert de Cazals, son fils cité en 1344 dans la même fonction

- Hélène Cazals, présente en 1377 dans le testament de Marceline de Castelpers, épouse de Bertrand de Belcastel [17].

## Résidences
- Saint-Antonin-Noble-Val
- Cazals
- Mas de Cazals à Castelmary

## Armes, blason, devise
Rouergue XVe siècle : « De gueules, à la maison carrée, crénelée d'argent, maçonnée de sable et sommée d'une croix pattée d'or ».

Blason de la famille
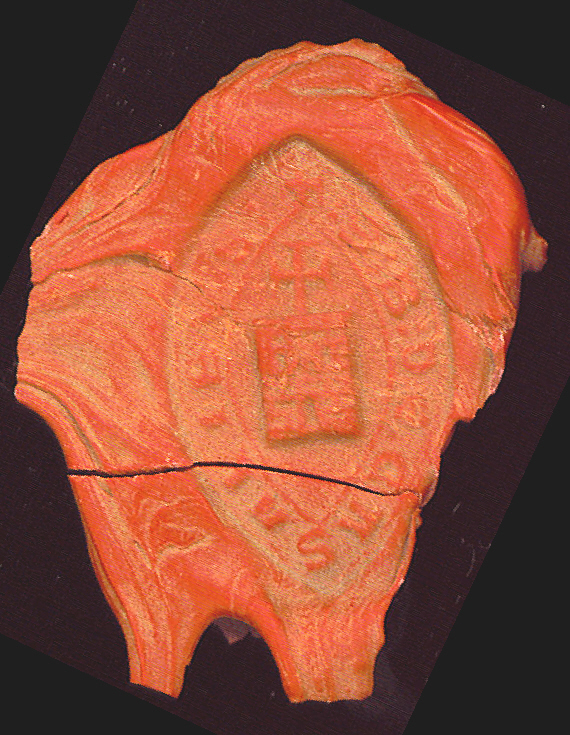
Empreinte du sceau de B. de Cazals

## Autres familles non rattachées

### Cazals (Toulouse)

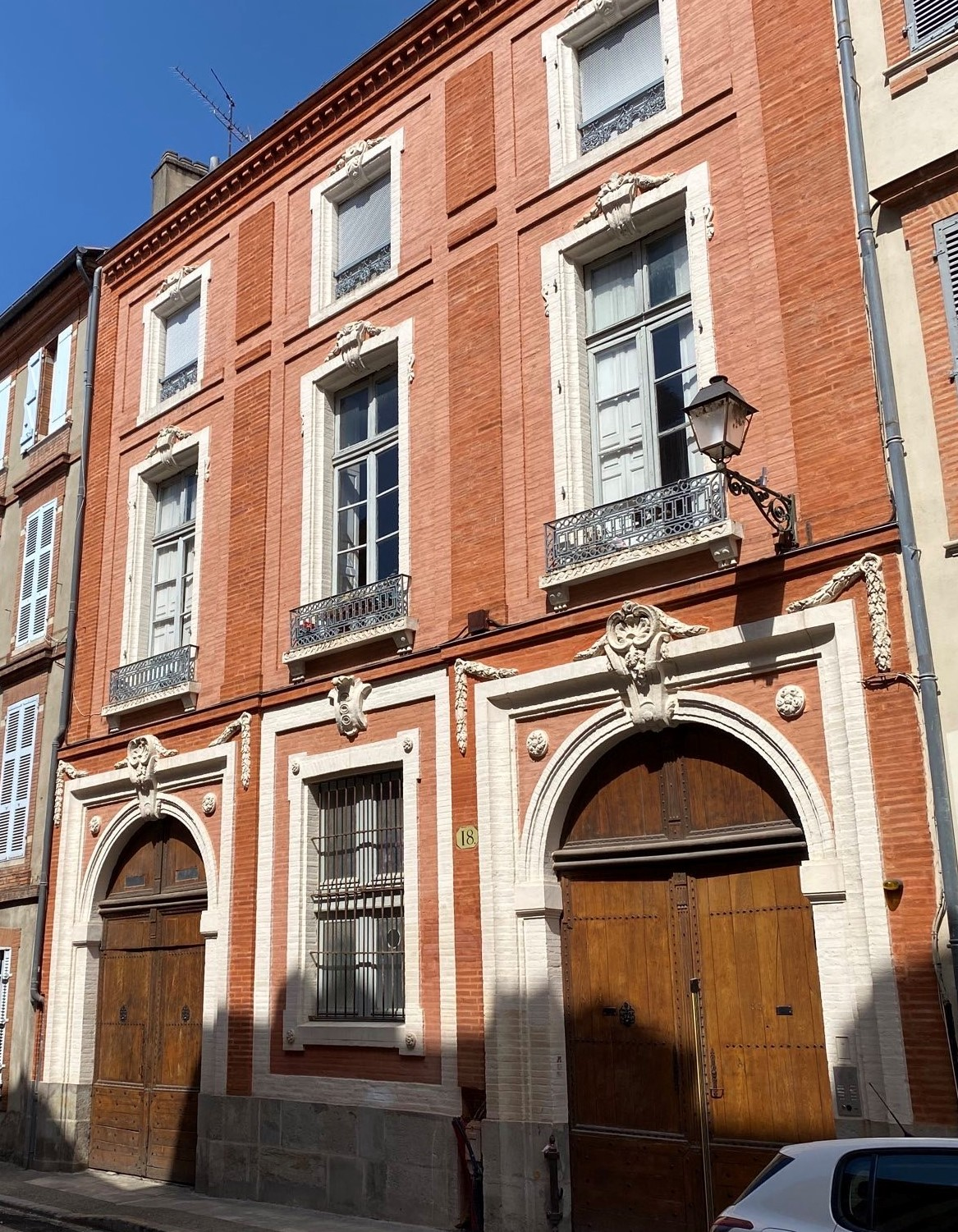
Hôtel de Montbel acheté par Pétronille de Cazals en 1764

- Arnaud Cazals, maître tailleur d’habits, époux de Perrette de Castéra dont[19] :
  - Jean, docteur en médecine, secrétaire du roi et audiencier en la chancellerie du Languedoc, près le parlement de Toulouse
  - Raymond Joseph de Cazals, négociant en toiles, consul de la bourse des marchands en 1727 et capitoul en 1731. Il épouse Elisabeth Reynier, fille d’un négociant de Paris, dont au moins :
    - Jean Marie Jérôme Cazals de Lasserre,
    - Pierre Raymond Marie Cazals (décédé le 8 décembre 1824), capitaine dans le régiment de Bourbonnais, titulaire de la croix de l’Ordre militaire de Saint Louis, officier ayant combattu lors de la guerre d'indépendance des États-Unis, époux de Victoire Puissan dont :
      - Adélaïde de Cazals, épouse d’Auguste Cousin de Mauvaisin
      - Zoé de Cazals, héritière du château de Montesquieu (arrondissement de Moissac) et épouse de Louis Ginesty

    - une fille qui épouse Guillaume Berdoulat, capitoul en 1758,

  - Raymond Cazals, prieur de la bourse en 1734, héritier de son frère Jean de la charge de secrétaire du roi. Il avait épousé Marthe Sicard, dont il eut deux enfants :
    - Jean Denis de Cazals de Durfort, secrétaire du roi, propriétaire de la baronnie de Durfort, décédé le 16 février 1763
    - Marie Pétronille de Cazals, dite "baronne de Durfort, comtesse de Montesquieu", propriétaire de Montesquieu (arrondissement de Moissac) épouse de Jean Louis Baron de Montbel

  - Guillaumette Cazals, épouse de Raymond Bébian

### Autres mentions
Jean de Cazals, né vers 1270, dont 3 enfants : Raymonde de Cazals, mariée en 1328 à Bernard de Saint Just, damoiseau, Jacquette de Cazals, mariée en 1338 avec Rostang Ricaud, damoiseau et Jean de Cazals
Privat de Cazals, chevalier mort avant 1293, dont deux enfants : Raymonde de Cazals mariée à Guillaume Barrière, damoiseau et Jacques de Cazals
Une fille de Cazals née vers 1310 épousa Jean II de Fortet
Catherine de Cazals épousa en 1641 Pierre de Castet, capitaine d'infanterie et seigneur de la Boulbène.